# Anávyssos
Anávyssos (Anavyssos) är en ort i Grekland.   Den ligger i prefekturen Nomarchía Anatolikís Attikís och regionen Attika, i den sydöstra delen av landet, 30 km sydost om huvudstaden Aten. Anávyssos ligger 17 meter över havet och antalet invånare är 6 202.
Terrängen runt Anávyssos är kuperad åt nordost, men åt sydväst är den platt. Havet är nära Anávyssos åt sydväst. Närmaste större samhälle är Voúla, 19,0 km nordväst om Anávyssos. 